# 福梅本舗
福梅本舗（ふくうめほんぽ）は、和歌山県南紀白浜にある高級梅干し（紀州南高梅）専門店。日本一の梅生産地、和歌山県みなべ町・田辺市の紀州南高梅を販売している。その他、梅酒・梅エキス・梅関連製品を取り扱う。

## 商品
梅干しだけではなく生の完熟梅を本格的な梅スイーツにし、数々の賞やメディアなどでも取り上げられている。
梅のロールケーキ、梅プリン、梅の餅などが好評。
さらに、梅の樹オーナー制度など他では行っていないサービスも提供している。
オンラインショップでも数々の賞を受賞した。

## 店舗
- 和歌山・南紀白浜店
- 東京・自由が丘店